# Disporopsis jinfushanensis
Disporopsis jinfushanensis là một loài thực vật có hoa trong họ Măng tây. Loài này được Z.Y.Liu mô tả khoa học đầu tiên năm 1987.